# Hajime Isayama
Hajime Isayama (諫 山 創, Ōyama, prefectura d'Ōita, Japó, 29 d'agost de 1986) és un mangaka japonès, conegut per la seva obra Shingeki no Kyojin, obra amb més de 100 milions d'exemplars venuts només al Japó, ha estat més de 100 setmanes seguides sent el manga més venut del país.

## Biografia
Isayama va estudiar secundària en l'Ōita Prefectural Hitarinkou High School i posteriorment va assistir al programa de disseny de manga de la Kyushu Designer Gakuin.
El 2006 va publicar a Kodansha un primer capítol el qual anys després seria Shingeki no Kyojin. Va rebre males crítiques pel seu dibuix, però Isayama va seguir intentant publicar el seu manga. Amb aquest objectiu als 20 anys es va mudar a Tòquio on va començar a treballar en un cibercafè.
El 2009, Isayama va rebre un premi al Magazine Grand Prix de l'editorial Kodansha per Shingeki no Kyojin. Inicialment, l'autor tenia planejat publicar la seva obra a la revista de publicació setmanal Shōnen Jump de l'editorial Shūeisha, però se li va demanar que modifiqués l'estil i la història perquè s'adeqüés a la revista. Va decidir doncs provar sort amb una altra revista, aquesta vegada la Shōnen Magazine de Kōdansha. Tot i que no va aconseguir ser publicada, Shingeki no Kyojin va començar a publicar el setembre de 2009 per Bessatsu Shōnen Magazine, una altra revista de Kodansha. El 2011, el manga va guanyar el premi Kōdansha manga Shō de 2011 a la categoria millor shōnen.

## Influència
Isayama ha dit en nombroses entrevistes que el manga que més li ha influenciat en la seva carrera ha estat Project ARMS, de Ryoji Minagawa, amb qui el 2014 va poder publicar un one-shot a Kodansha. En una entrevista per a la revista Brutus, Isayama va comentar que el videojoc de ciència-ficció, Muv-Luv Alternative, li havia donat diverses idees per començar la història de Shingeki no Kyoji.